# Lech Poznań
Lech Poznań (phát âm tiếng Ba Lan: [ˈlɛx ˈpɔznaɲ]) là câu lạc bộ bóng đá nổi tiếng của Ba Lan đặt trụ sở tại Poznań. Tên của CLB được lấy theo tên Lech theo một truyền thuyết của Đông Âu có 3 anh em Lech, Séc và Rus. Lech là người lập ra Ba Lan, Czech là Cộng hòa Séc và Rus là Nga, Ukraine và Belarus.
Năm 1922 CLB có tên là Lutnia Dębiec, sau đó có đổi tên vài lần. Từ năm 1933 đến 1994, câu lạc bộ nổi tiếng của Ba Lan này đại diện cho Cục đường sắt Ba Lan (PKP). Câu lạc bộ có biệt danh là Kolejorz (The Railwayman). Đây là câu lạc bộ bóng đá giàu truyền thống nhất của Ba Lan với nhiều tên tuổi như Teodor Anioła, Robert Lewandowski, Artjoms Rudņevs,..

## Điệu nhảy Poznań
Lech Poznań nổi tiếng với Điệu nhảy Poznan. Các CĐV của đội bóng này đã khoác vai nhau và đồng loạt nhún nhảy rất đẹp mắt. Rất nhiều CĐV Manchester City đã rất ấn tượng với màn cổ vũ ấy và từ đó về sau, họ đã "bắt chước" các CĐV của Poznan để ăn mừng cùng các cầu thủ đội nhà mỗi khi họ ghi bàn.

## Fan
Lech Poznań có lực lượng CĐV đông đảo và cuống nhiệt nhất Ba Lan. Cùng với đó Hooligan của đội bóng này cũng nguy hiểm nhất châu Âu cùng với Sao Đỏ Beograd, Liverpool, Millwall, Lazio,Galatasaray, Dinamo Zagreb hay Panathinaikos.

## Danh hiệu

### Domestic
- Ekstraklasa:
  - Champion (9): 1983, 1984, 1990, 1992, 1993, 2010, 2015, 2022, 2025
  - 3rd place (4): 1949, 1950, 1978, 2009
- Polish Cup:
  - Winner (5): 1982, 1984, 1988, 2004, 2009
  - Finalist (3): 1980, 2011, 2016
- Polish SuperCup:
  - Winner (5): 1990, 1992, 2004, 2009, 2015
  - Finalist (3): 1983, 1988, 2010
- Ekstraklasa top goalscorers (9):

 Teodor Anioła (1949 - 20, 1950 - 21, 1951 - 20)
 Mirosław Okoński (1983 - 15)
 Andrzej Juskowiak (1990 - 18)
 Jerzy Podbrożny (1992 - 20, 1993 - 25)
 Piotr Reiss (2007 - 15)
 Robert Lewandowski (2010 - 18)

### Europe
- UEFA Europa League:
  - Round of 32 (2): 2009, 2011

### List of results
| Season  | Competition           | Round |              | Club                     | Home | Away | Agg           |
| ------- | --------------------- | ----- | ------------ | ------------------------ | ---- | ---- | ------------- |
| 1978–79 | UEFA Cup              | 1R    | Đức          | MSV Duisburg             | 2–5  | 0–5  | 2–10          |
| 1982–83 | UEFA Cup Winners' Cup | 1R    | Iceland      | ÍBV                      | 3–0  | 1–0  | 4–0           |
| 1982–83 | UEFA Cup Winners' Cup | 2R    | Scotland     | Aberdeen                 | 0–1  | 0–2  | 0–3           |
| 1983–84 | European Cup          | 1R    | Tây Ban Nha  | Athletic Bilbao          | 2–0  | 0–4  | 2–4           |
| 1984–85 | European Cup          | 1R    | Anh          | Liverpool                | 0–1  | 0–4  | 0–5           |
| 1985–86 | UEFA Cup              | 1R    | Đức          | Borussia Mönchengladbach | 0–2  | 1–1  | 1–3           |
| 1988–89 | UEFA Cup Winners' Cup | 1R    | Albania      | Flamurtari Vlorë         | 1–0  | 3–2  | 4–2           |
| 1988–89 | UEFA Cup Winners' Cup | 2R    | Tây Ban Nha  | Barcelona                | 1–1  | 1–1  | 2–2 (4–5 pen) |
| 1990–91 | European Cup          | 1R    | Hy Lạp       | Panathinaikos            | 3–0  | 2–1  | 5–1           |
| 1990–91 | European Cup          | 2R    | Pháp         | Olympique de Marseille   | 3–2  | 1–6  | 4–8           |
| 1992–93 | UEFA Champions League | 1R    | Latvia       | Skonto                   | 2–0  | 0–0  | 2–0           |
| 1992–93 | UEFA Champions League | 2R    | Thụy Điển    | IFK Göteborg             | 0–3  | 0–1  | 0–4           |
| 1993–94 | UEFA Champions League | 1R    | Israel       | Beitar Jerusalem         | 3–0  | 4–2  | 7–2           |
| 1993–94 | UEFA Champions League | 2R    | Nga          | Spartak Moscow           | 1–5  | 1–2  | 2–7           |
| 1999–00 | UEFA Cup              | Q     | Latvia       | Liepājas Metalurgs       | 3–1  | 2–3  | 5–4           |
| 1999–00 | UEFA Cup              | 1R    | Thụy Điển    | IFK Göteborg             | 1–2  | 0–0  | 1–2           |
| 2004–05 | UEFA Cup              | 2Q    | Nga          | Terek Grozny             | 0–1  | 0–1  | 0–2           |
| 2005    | UEFA Intertoto Cup    | 1R    | Azerbaijan   | FK Karvan                | 2–0  | 2–1  | 4–1           |
| 2005    | UEFA Intertoto Cup    | 2R    | Pháp         | RC Lens                  | 0–1  | 1–2  | 1–3           |
| 2006    | UEFA Intertoto Cup    | 2R    | Moldova      | FC Tiraspol              | 1–3  | 0–1  | 1–4           |
| 2008–09 | UEFA Cup              | 1Q    | Azerbaijan   | Khazar Lankaran          | 4–1  | 1–0  | 5–1           |
| 2008–09 | UEFA Cup              | 2Q    | Thụy Sĩ      | Grasshopper              | 6–0  | 0–0  | 6–0           |
| 2008–09 | UEFA Cup              | 1R    | Áo           | Austria Wien             | 4–2  | 1–2  | 5–4           |
| 2008–09 | UEFA Cup              | GR    | Pháp         | Nancy                    | 2–2  |      |               |
| 2008–09 | UEFA Cup              | GR    | Nga          | CSKA Moscow              |      | 1–2  |               |
| 2008–09 | UEFA Cup              | GR    | Tây Ban Nha  | Deportivo La Coruña      | 1–1  |      |               |
| 2008–09 | UEFA Cup              | GR    | Hà Lan       | Feyenoord                |      | 1–0  |               |
| 2008–09 | UEFA Cup              | 3R    | Ý            | Udinese                  | 2–2  | 1–2  | 3–4           |
| 2009–10 | UEFA Europa League    | 3Q    | Na Uy        | Fredrikstad              | 1–2  | 6–1  | 7–3           |
| 2009–10 | UEFA Europa League    | 4Q    | Bỉ           | Club Brugge              | 1–0  | 0–1  | 1–1 (3–4 Pen) |
| 2010–11 | UEFA Champions League | 2Q    | Azerbaijan   | Inter Baku               | 0–1  | 1–0  | 1–1 (9–8 Pen) |
| 2010–11 | UEFA Champions League | 3Q    | Cộng hòa Séc | Sparta Praha             | 0–1  | 0–1  | 0–2           |
| 2010–11 | UEFA Europa League    | 4Q    | Ukraina      | Dnipro Dnipropetrovsk    | 0–0  | 1–0  | 1–0           |
| 2010–11 | UEFA Europa League    | GR    | Ý            | Juventus                 | 1–1  | 3–3  |               |
| 2010–11 | UEFA Europa League    | GR    | Áo           | FC Salzburg              | 2–0  | 1–0  |               |
| 2010–11 | UEFA Europa League    | GR    | Anh          | Manchester City          | 3–1  | 1–3  |               |
| 2010–11 | UEFA Europa League    | 1/16  | Bồ Đào Nha   | Braga                    | 1–0  | 0–2  | 1–2           |
| 2012–13 | UEFA Europa League    | 1Q    | Kazakhstan   | FC Zhetysu               | 2–0  | 1–1  | 3–1           |
| 2012–13 | UEFA Europa League    | 2Q    | Azerbaijan   | Khazar Lankaran          |      | 1–1  |               |

As of ngày 25 tháng 2 năm 2011:
| Competition      | App | Games | Won | Drawn | Lost | GF | GA |
| ---------------- | --- | ----- | --- | ----- | ---- | -- | -- |
| Champions League | 6   | 20    | 8   | 1     | 11   | 23 | 34 |
| Cup Winners' Cup | 2   | 8     | 4   | 2     | 2    | 10 | 7  |
| Europa League    | 7   | 36    | 13  | 9     | 14   | 54 | 49 |
| Overall          | 15  | 64    | 25  | 12    | 27   | 87 | 90 |

## Records
- Highest victory, Ekstraklasa: 11–1 vs. Szombierki Bytom, ngày 27 tháng 8 năm 1950
- Highest loss, Ekstraklasa: 0–8 vs. Wisła Kraków, ngày 30 tháng 5 năm 1976
- Highest attendance overall: c. 65.000 vs. Zawisza Bydgoszcz, ngày 25 tháng 6 năm 1972
- Highest attendance at Stadion Miejski: c. 45.000 vs. Widzew Łódź, ngày 8 tháng 4 năm 1984
- Highest average attendance, Ekstraklasa: 45.384 per game, in the 1972–1973 season (13 games)
- Most appearances, Ekstraklasa:  Hieronim Barczak, 367 (1973–1986)
- Most goals, Ekstraklasa:  Teodor Anioła, 141 (1948–1961)
- Most goals in a season, Ekstraklasa:  Jerzy Podbrożny, 25 (1992–1993)
- Most national caps:  Luis Henriquez, 50 for Panama

## Coaching staff
- Coach:  Mariusz Rumak
- Assistant Coach:  Jerzy Cyrak
- Goalkeeping Coach:  Dominik Kubiak
- Fitness Coach:  Andrzej Kasprzak

## Cầu thủ nổi tiếng
- Teodor Anioła - striker, the best all-time scorer in club's history with 141 goals in the First league (1948–1957).
- Jarosław Araszkiewicz - midfielder/striker, won all five championship titles with Lech Poznań. Finished his career in the age of 38.
- Jacek Bąk - defender, played in the 2002 FIFA World Cup và 2006 FIFA World Cup, former player of French clubs Lyon và Lens.
- Jarosław Bako – the goalkeeper of Poland national football team in early 1990s
- Hieronim Barczak - defender, 367 league appearances for Lech.
- Edmund Białas - striker, along with Anioła and Henryk Czapczyk, created an offensive trio called A-B-C, which was very successful in the 1950s.
- Bartosz Bosacki - defender, played in the 2006 FIFA World Cup scoring two goals against Costa Rica. Played also in Bundesliga for 1. FC Nuremberg.
- Jerzy Brzęczek - midfielder, silver medalist with Poland in the 1992 Summer Olympics, former Polish national team captain.
- Henryk Czapczyk
- Jacek Dembiński - striker, played in German Bundesliga with Hamburger SV, currently plays for Lech.
- Roman Jakóbczak - midfielder, Polish national team member in the 1974 FIFA World Cup.
- Andrzej Juskowiak - striker, silver medalist with Poland in the 1992 Summer Olympics, former player of Sporting Lisbon, Olympiacos, Borussia Mönchengladbach và VfL Wolfsburg.
- Mirosław Justek - defender, Polish national team member in the 1978 FIFA World Cup.
- Waldemar Kryger - defender, former player of German club VfL Wolfsburg.
- Janusz Kupcewicz - midfielder, bronze medalist in the 1982 FIFA World Cup
- Robert Lewandowski - striker, currently playing for Borussia Dortmund.
- Henryk Miłoszewicz
- Piotr Mowlik
- Mirosław Okoński - striker, one of the club's icons, especially loved by the fans, after winning with Lech two consecutive championships in 1983 and 1984, transferred to Hamburger SV, played also for Greek side AEK.
- Bogusław Pachelski
- Krzysztof Pawlak - defender, played in the 1986 FIFA World Cup.
- Jerzy Podbrożny - played also in M.L.S. with the Chicago Fire.
- Arkadiusz Radomski - began his career with an episode for Lech, then moved to Dutch side SC Heerenveen, now plays for NEC. Made his appearance in the 2006 FIFA World Cup.
- Piotr Reiss - striker, played also for Hertha BSC Berlin và MSV Duisburg.
- Piotr Świerczewski - midfielder, silver medalist with Poland in the 1992 Summer Olympics, played in the 2002 FIFA World Cup, former Sporting Club de Bastia, AS Saint-Étienne và Olympique de Marseille player.
- Mirosław Trzeciak - striker, played in Spanish clubs CA Osasuna và Polideportivo Ejido.
- Maciej Żurawski- striker, played in the 2002 FIFA World Cup và 2006 FIFA World Cup, after playing for Lech, transferred to Wisła Kraków, after that to Celtic F.C., and that to. AC Omonoia. Currently he is a Free Agent.
- Jimmy Conrad - defender, USA national team member in the 2006 FIFA World Cup.
- Artjoms Rudņevs - became topscore in Ekstraklasa 2011/2012 with 22 goals. currently playing for Hamburger SV.

## Managers
| - Stanisław Kwiatkowski (Jan 1932–June 36) - László Marcai (July 1936–May 38) - A. Clement Pawlak (May 1938–Aug 39) - Franciszek Bródka (July 1945-Aug 46) - Vančo Kamena (Aug 1945–Feb 47) - Franciszek Bródka (March 1947-May 48) - Marcel Demeunyck (June 1948–Feb 49) - Antoni Böttcher (March 1949–Dec 49) - Artur Walter (Jan 1950–May 50) - Antoni Böttcher & Franciszek Bródka (June 1950–June 51) - Mieczyslaw Balcer (June 1951–Dec 52) - Artur Woźniak (Jan 1953–Dec 53) - Mieczysław Tarka (Jan 1954–June 57) - Edmund Białas (June 1957–July 57) - Vilém Lugr (August 1957–Nov 58) - Henryk Czapczyk (Dec 1959–Sept 61) - Mieczysław Tarka (Sept 1961–Nov 62) - Zygfryd Słoma (Nov 1962–June 63) - Edward Drabski (Aug 1963–April 64) - Henryk Czapczyk (April 1964–June 64) - Zygfryd Słoma (July 1964–Sept 65) - Edmund Białas (Sept 1965–May 66) - Edward Brzozowski (May 1966–July 66) - Edmund Białas (July 1966–Oct 66) - Mieczysław Tarka (Oct 1966–Dec 68) | - Edmund Białas (Sept 1969–June 72) - Mieczysław Chudziak (July 1972–Aug 72) - Augustyn Dziwisz (Aug 1972–April 73) - Janusz Pekowski (April 1973–June 75) - Aleksander Hradecki (July 1975–March 76) - Mieczysław Chudziak & Edmund Białas (April 1976–Sept 76) - Jerzy Kopa (Oct 1976–Oct 79) - Roman Łoś (Aug 1978, Oct 1979–Dec 79) - Wojciech Łazarek (Jan 1980–Dec 84) - Leszek Jezierski & Jacek Machciński (Jan 1985–May 86) - Włodzimierz Jakubowski (May 1985–Nov 86) - Bronisław Waligóra (Dec 1986–Aug 87) - Jerzy Kasalik & Teodor Napierała (May 1987–May 87, Sept 1987) - Grzegorz Szerszenowicz (Sept 1987–June 88) - Henryk Apostel (June 1988-Nov 88) - Andrzej Strugarek (Dec 1988–Aug 89) - Jerzy Kopa & Andrzej Strugarek (Aug 1989–May 91) - Henryk Apostel (May 1991–April 93) - Roman Jakóbczak (April 1993–Nov 93) - Jan Stępczak (Nov 1993-June 94) - Ryszard Matłoka (March 1994) - Romuald Szukiełowicz (July 1994-June 95) - Zbigniew Franiak (July 1995–May 96) - Remigiusz Marchlewicz (May 1996-June 96) | - Ryszard Polak (July 1996–May 97) - Remigiusz Marchlewicz (May 1997–June 97) - Krzysztof Pawlak (July 1997-March 98) - Remigiusz Marchlewicz (March 1998) - Jerzy Kopa (March 1998–April 98) - Remigiusz Marchlewicz (April 1998–May 98) - Adam Topolski (May 1998–Sept 99) - Marian Kurowski (Sept 1999–April 00) - Zbigniew Franiak (April 2000) - Wojciech Wąsikiewicz (April 2000–May 00) - Adolf Pinter (May 2000–Aug 00) - Adam Topolski (Aug 2000–April 01) - Boguslaw Baniak (April 2001–Sept 02) - Czesław Jakołcewicz (Sept 2002–Nov 02) - Bohumil Páník (Nov 2002-June 03) - Libor Pala (June 2003–Sept 03) - Czesław Michniewicz (Sept 2003-June 06) - Franciszek Smuda (June 2006-June 09) - Jacek Zieliński (June 2009-Nov 10) - José Mari Bakero (Nov 2010-Feb 12) - Mariusz Rumak (Feb 2012-) |